# Singalila-Kamm
Der Singalila-Kamm  (Nepali सिङ्गलिला हिमश्रृंखला Siṅgalilā Himaśrr̥ṅkhalā, bengalisch সিংগালীলা পর্বতশ্রেণী Siṅgālilā Parbataśrēṇī)  ist ein Gebirgskamm des Himalaya entlang der Grenze zwischen Nepal und Indien.
Der Singalila-Kamm verläuft vom Kangchendzönga Himal in südlicher Richtung. Er bildet die Wasserscheide zwischen Tamor im Westen und Tista im Osten. Den südlichen Teil des Gebirges entwässert die Mahananda gemeinsam mit ihren Nebenflüssen Kankai und Mechi. Die indisch-nepalesische Grenze verläuft entlang dem Bergkamm.
Der indische Singalila-Nationalpark erstreckt sich über die östliche Seite des Gebirges.
Bedeutende Berge des Singalila-Kamms sind:
- Sandakphu (3636 m, ⊙)
- Phalut (3600 m, ⊙)
- Tonglu (3036 m, ⊙)

Von den Gipfeln des Singalila-Kamms lassen sich die Gebirgsmassive des Mount Everest und Kangchendzönga überblicken.